# Cinéma kényan

Un clap aux couleurs du drapeau kényan.

Cinéma kényan

Le cinéma kényan désigne l'industrie du cinéma au Kenya.

## Histoire
Le cinéma amateur a existé, discrètement.
Il est vraisemblable que les autorités, civiles et militaires, ont utilisé les techniques.
Le premier film tourné au Kenya est le documentaire Roosevelt in Africa (1910). Le premier film de fiction tourné au Kenya est le film britannique Men Against the Sun (1952).
En 1935, l'organisation missionnaire protestante International Missionary Council (en) lance en Afrique du Sud une Expérience de cinéma éducatif bantou (Bantu Educational Kinema Experiment (en) (BEKE)),,, visant à éduquer à l'occidentale, de manière contrôlée, la population noire sud-africaine. L'expérience s'étend en 1936-1937 en Ouganda, Rhodésie et au Tanganyika.

### Histoire contemporaine
Le pays accède à l'indépendance en 1963. Le pays a tout d'abord principalement produit des films documentaires. C'est à partir des années 2000 qu'il commence à produire davantage de films de fiction.
La sortie des films est encadrée par le Kenyan Censorship Board.
En 2005, le gouvernement a créé la Kenya Film Commission pour promouvoir la création cinématographique dans le pays.